# Козин (село, Обухівський район)
Кози́н — село в Україні, у Миронівській міській громаді Обухівського району Київської області. До 2020 року Козин разом з селами Кутелів та Салів підпорядковувалися Козинській сільській раді, а нині ці села у складі Козинського старостинського округу. Також до складу округу увійшло село Ємчиха — колишній адміністративний центр колишньої Ємчиської сільської ради. Населення становить 1023 особи. Герб села є промовистим.

## Географія
Село Козин розташоване на берегах річки Росава та її притоки річки Потік, за 12 км на південь від села Потік, за 113 км від обласного центру, 69 км від районного центру та 14 км від адміністративного центру міської громади. За 14 км знаходиться найближча залізнична станція Миронівка.
Урочища, яри
- Татарський яр. У давні часи за річкою Росава був так званий Городок — майданчик обнесений ровом, в центрі якого стояв будинок. Він охороняв брід через Росаву від кримських татар, що проривалися з південних степів. Нападники не раз руйнували та грабували поселення, вбиваючи його мешканців. На згадку про ті події один із ярів у Козинському лісі нині зветься Татарським яром[7].

Вулиці
У Козині налічується 11 вулиць.
- Берегова
- Бесарабівка, вулиця та частина села названа на честь перших поселенців з Бесарабії, яких називалися бесарабами. Спочатку походження перших поселенців перетворилося на прізвисько, а згодом у прізвище Бесараб[7].
- Зарічна (Леніна)
- Лісова
- Лугова
- Молодіжна
- Моргунівка, вулиця названа на честь першого поселенця на прізвище Моргун, який був родом з Полтавщини[7].
- Садова, на цій вулиці мешкав колись чоловік на прізвище Магась, від його прізвища вулиця отримала місцеву назву — Магасівка[7].
- Самарка, вулиця утворилася у 1882 році[7].
- Центральна
- Шевченка Тараса

## Населення
У 1852 році у Козині мешкало 878 осіб, у 1865 році — 1623 осіб. За переписом 1897 року кількість мешканців зросла до 2863 осіб (1398 чоловічої статі та 1465 — жіночої), з яких 2815 — православної віри. 1913 року у селі мешкало 3007 осіб. На початку 1970-х років у селі мешкало 1709 осіб. За даними всеукраїнського перепису населення 2001 року у селі мешкала 1304 особи, у 2010 році — 1227 осіб, нині — 1023 особи. 
Мова
Розподіл населення за рідною мовою за даними перепису 2001 року був наступним:
| українська | 1262 | 96,78 |
| російська  | 30   | 2,3   |
| вірменська | 6    | 0,46  |
| білоруська | 2    | 0,15  |
| молдовська | 2    | 0,15  |
| румунська  | 1    | 0,08  |
| інші       | 1    | 0,08  |

## Герб
Опис: «На синьому срібна коза крокує у супроводі двох зірок». Герб села є промовистим.
Синій — підземне озеро прісної води, на якому розташоване село.
Білий — колір небесного патрона Святого Михайла.
Коза — плодовитість та родючість, весна, щорічне весняне оновлення. Коза, що крокує — рухається вперед, не стоїть на місці.
Зірки — села Салів та Кутелів.

## Назва
Історія назви села має дві версії походження. За однією з них, у глибокій старовині в цьому місці, на берегах річок Росави та Потоку, були великі плавні із заростями очерету, в яких водилося багато різної водяної дичини, особливо диких качок, гусей тощо. Берегові схили були вкриті густим листяним та хвойним лісом (залишки його збереглися й донині), в якому водилося багато різних диких звірів, а найбільше диких кіз. Цю місцевість і називали люди козиним місцем, а саме поселення Козином. І у господарствах перших поселенців також розводили свійських кіз. Козинські ліси були місцем полювання поміщиків на дичину. За іншою версією назва Козин походить з часів поселення тут перших козаків. Згідно з даними архівних матеріалів, вчені схиляються до думки, що ця місцевість була підвладна людині, яка мала прізвище чи прізвисько Коза.

## Історія
Про виникнення села Козин немає документальних згадок. За переказами відомо, що перші поселенці тут з'явилися ще за часів Золотої Орди. За переказами, на початку XVII століття у ці місця прибули козаки-втікачі Мирон Зелений та Герасим Сало. Мирон оселився на території сучасної Миронівки, Сало — далі вздовж Росави, за дві версти вище за Козин, де заснував хутір. Він мав свою садибу та водяний млин. Так виникло поселення Салів Хутір. У 1649 році у реєстрі Масловської козацької сотні ці села вже значилися під такими назвами. Пізніше до Козина почали прибувати та селитися на захід від Бессарабки, на березі річки Потік, переселенці із Західної і Лівобережної України та Польщі. Село зростало вздовж лівого берега Росави та берегових схилів річки Потік, який був межею Козина.

### Під владою Царської Росії
1789 року у Козині збудована дерев'яна церква Архістратига Михаїла, поряд якої у 1850 році зведена дзвіниця. До парафії церкви належали села Ємчиха та Кутелів.
У першій третині XIX століття власником Козинського маєтку став полковник російської імператорської гвардії граф Владислав Вікентійович Монтрезор. Маєток подаровано графом Ксаверієм Браницьким Монтрезору, який на той час завідував мисливським закладом Браницького. Маєток зараховувався тоді до Богуславського староства. Селян, що не корилися поміщицькій владі Монтрезора, виселяли до Салова хутора.
У 1833 році граф Монтрезор клопотав про надання Козин статусу містечка. Станом на 1837 рік у селі проходило сім великих двотижневих ярмарків і двічі на місяць були базари, на ринковій площі Козина діяли дві (кам'яна та дерев'яна) корчми, для купців було збудовано 13 лавок та заїздів при поштовому тракті Богуслав—Канів, який пролягав через Козин, була поштова дорожня станція, через Козин проходив старий етапний шлях з Богуслава до Черкас. Крім того, тут пролягав транспортний чумацький шлях з Криму та Херсона. Незважаючи на такі переваги, 6 червня 1838 року Міністерство внутрішніх справ Російської імперії від імені імператора затвердило: «Поселення Козин Богуславського повіту, що належить поміщику Монтрезору, в містечко перейменувати». У 1846 році Богуславський повіт увійшов до складу Канівського повіту Київської губернії. До містечка були приписані присілки Салів хутір з церквою, Кутелів хутір. Тут діяла церква святого Михайла. У той самий час у містечку Козин відбулося сім річних ярмарків.
Ще до селянської реформи 1861 року до Козина стали переселятися втікачі з Галичини (римо-католики) та євреї, які почали масово селитися у центрі села, по обидва боки центрального шляху Миронівка—Канів. Добротні дерев'яні будинки крили листовим залізом. Ця вулиця набирала міського вигляду, звідки й пішла її назва — Містечко. 1859 року у Козині на близько 26 десятинах землі поміщика було утворено єврейську землеробську колонію, яка налічувала понад 160 осіб. На початку 1860-х років мешканців у містечку Козин разом з Саловим хутором, або, як його ще називали, Малим Козином, було 1900 православних, 432 євреї, 39 римо-католиків. У Козині, крім православної церкви, діяла єврейська синагога, а також католицька каплиця. У 1861 році там, де дорога на Ржищів, перетинала річки Росаву та Потік силами місцевих селян збудовано земляні насипи та дерев'яні мости.
Власниками маєтку у Козині після смерті гвардії полковника Владислава Монтрезора стали його вдова Корнелія Захарівна та троє синів — Олександр, Владислав та Йосип. Тоді маєток Мотрезорів зараховувався до Богуславського староства. Після скасування кріпацтва у 1861 році до Козинського маєтку було приписано землі Салова хутора. У 1865 році у Козині налічувалося 227 дворів та діяла єврейська молитовна школа, поштова станція, винокурня та цегельня. Кожні два тижні діяли базари, а також три річні ярмарки. 1866 року містечко Козин стає волосним центром Канівського повіту Київської губернії.
1877 року у Козині було споруджено дерев'яну будівлю для школи, що мала назву «Козинське однокласне училище», діяла тут парафіяльна школа, в якій навчалося 27—30 учнів, грамоти навчав один учитель. Серед учнів було лише дві дівчини.
Станом на 1885 рік у колишньому власницькому містечку, центрі Козинської волості Канівського повіту Київської губернії, мешкало 1867 осіб, налічувалося 320 дворових господарств, діяла православна церква святого Михаїла, католицька каплиця, школа, 3 постоялих двори, 4 постоялих будинки, 6 лавок. За 5 верст від містечка розташовувався винокурний завод. У 1896—1898 роках земством був прокладений тракт через Козин та Маслівку.
У 1900 році у Козині було 530 дворів з населення 3007 осіб. Тут були: римо-католицька каплиця, синагога, однокласна міністерська народна школа, три заїжджі двори, панський водяний млин та вісім селянських млинів, шість кузень, працював фельдшер і навіть був сільський банк. Через кожні два тижні у вівторок відбувалися базари. Містечку було приписано 3514 десятин землі, з них: поміщицької — 1512, селянської — 1964, церковної — 38 десятин. Господарство у маєтку, власником якого був нащадок графа Владислава Монтрезора — його син Владислав (молодший), велося орендарями за трипільною системою. Землі економій обробляли безземельні селяни Козина та навколишніх сіл. Багато сільської бідноти подалися на заробітки до Таврійської губернії.
У 1905—1906 роках у Козині та навколишніх селах прокотилася хвиля селянських заворушень та повстань. Селяни відмовлялися працювати на поміщика, вимагали підвищення платні, забирали хліб, худобу, рубали панський ліс. Найбільш революційно налаштованими були Г. Біленко, С. Біленко та М. Моргун, яких за активну участь у заворушеннях було ув'язнено на три роки у київській в'язниці. Учасниками повстання на панцернику «Князь Потьомкін-Таврійський» були й козинці, матроси І. О. Бесараб та Ю. М. Нечай.
У 1910 році відкрилося Козинське двокласне училище, у 1912 році — ремісниче училище, яке випускало токарів, слюсарів та ковалів. У 1913 році містечко Козин було центром волосного правління, в якому розташовувалися міщанська управа, призовий пункт, поштово-телеграфне відділення з ощадкасою при ньому, двокласне парафіяльне училище, аптека, сільський банк, винний кіоск і бакалія, водяний млин. У 1915 році діяли однокласне училище з двома вчителями, де навчалися 64 учні, та двокласне училище з чотирма вчителями та 214 учнями.

### У вирі подій (1914—1918)
Після початку першої світової війни на фронт було мобілізовано майже все доросле чоловіче населення Козина.
23 лютого (8 березня) 1917 року в Петрограді, неофіційній столиці Російської імперії, спалахнула Лютнева революція. 2 (15) березня 1917 року Микола II зрікся престолу, а на місці імперії виникла Російська республіка. Російська революція стала імпульсом для розвитку українського національного руху. У Києві була створена Українська Центральна Рада на чолі з Михайлом Грушевським. У столиці пройшла 100-тисячна українська маніфестація, на якій було висунуто вимогу національно-територіальної автономії для України. Тоді ж у лютому 1917 року з села до Києва виїхали останній власник маєтку Артур Монтрезор, керуючий економії Д. Г. Лавров та орендарі Тригуб і Батуршин. У квітні 1917 року у Козині відбулася демонстрація, що переросла у мітинг, де було ухвалено рішення про зміну попереднього правління волосної управи та обрання нового її складу. Першим головою новообраного правління став мешканець Росави О. К. Гавриленко. У листопаді 1917 року Українська Центральна Рада з власної ініціативи прийняла III Універсал, яким проголошено заснування Української Народної Республіки. Так, землі населені переважно українцями, у тому числі й Київщина опинилися у складі УНР. У січні 1918 року загальними зборами села обрано комісію з наділу поміщицьких та церковних земель безземельним та малоземельним селянам. Навесні того ж року Козин звільнили від російських окупантів німецькі війська. У село повернулися Артур Монтрезор, Лавров, Іван та Семен Тригуби. Було відновлено діяльність колишньої Козинської волосної управи на чолі з колишнім головою Д. Р. Сушком.

### Радянська влада в селі
6 січня 1919 року утворена УСРР, що постала як результат збройної агресії більшовицької Росії за допомогою місцевих більшовиків проти Української Народної Республіки. До її складу увійшли також населені пункти колишньої Київської губернії, включно з Козиним.
У березні 1919 року у Козині було відновлено радянську владу. У середині березня органами 6-го стрілецького революційного полку, що прибув з Канева, було проведено збори селян-бідняків по всій Козинській волості — у Козині, Маслівці, Ємчисі, Миронівці з присілком, Росаві та на хуторах Салові та Кутелеві — на яких обрали сільвиконком, а також делегатів на волосний та повітовий з'їзд Рад. Першим головою Козинського сільвиконкому став М. Дріч. Наприкінці березня 1919 року у Козині, у приміщенні земської школи, відбувся перший волосний з'їзд рад Козинської волості, на якому був обраний волосний виконком на чолі з головою О. Я. Стрельником. Було утворено відділи Козинського волосного виконкому — земельний, соціального забезпечення, народної освіти, революційний трибунал. Військовим комісаром став голова виконкому О. Я. Стрельник.
На початку 1920 року у Козині було остаточно відновлено радянську владу. Було переобрано волосний виконавчий комітет, а головою обрали Я. К. Євтушенка. В одному з вцілілих приміщень панського маєтку Монтрезорів відкрито майстерню з ремонту сільськогосподарської техніки та інвентарю. Відновила роботу земельна комісія. Того ж року утворено сільський комітет бідноти на чолі Я. Ю. Курінним.
У січні 1920 року у приміщенні козинської школи відбувся Перший з'їзд вчителів шкіл Канівського повіту. На початку 1920-х років проведено перебудову системи народної освіти. Козинську школу було перетворено на семирічну трудову школу, завідувачем якої був призначений І. С. Пархоменко. Поступово змінювалася система навчання. З усіх навчальних дисциплін з'явилися друковані підручники.
У серпні 1921 року відбулися вибори до місцевих органів влади. Першим головою Козинського волосного виконкому було обрано М. Д. Жука, головою сільвиконкому — М. Ф. Моргуна. При сільвиконкомі працювала комісія з організації збирання провіанту (зерна, продуктів харчування) для голодуючих у Надволжі та Південній Україні. У січні 1922 року у Козині створено комсомольську організацію, об'єднану з комсомольцями Маслівського агрономічного технікуму імені К. Тимірязєва, секретарем якої став М. Р. Киризій. У 1923 році створено окрему Козинську сільську комсомольську організацію і того ж року створено піонерську організацію (першим піонервожатим був комсомолець Т. А. Бондаренко). У селі діяла хата-читальня, створена 1919 року за сприяння П. А. Іщенка, у приміщенні колишнього волосного управління. При ній відкрили першу бібліотеку на базі націоналізованих бібліотек повітового центру міста Канів та Козинської волості. У 1922—1925 роках П. А. Іщенко був першим завідувачем сільської бібліотеки. Тут також діяли гуртки політграмоти, економічний, співочий, музичний, танцювальний, роботою якого керували вчителі місцевої школи.
7 березня 1923 року утворений Миронівський район, а наступного, 1924 року, у складі району утворено Козинську сільську раду. 1923 року до Козинської медичної ділянки, в якій працювали лікар, акушерка та шкільний помічник лікаря, належали мешканці сіл Козин, Маслівка, Ємчиха, Кутелів Хутір та Салів Хутір.
Першими сільськогосподарськими об'єднаннями у Козині були «Насіннєвий Союз», сільгоспартіль «Хлібороб», кооперативне кущове бурякове виробниче товариство сіл Козина, Маслівки, Ємчихи, Салова Хутора, Кутеліва Хутора, які утворені у 1922 році. Організатором та першим головою бурякового товариства був М. Т. Пастернак. Взимку 1924 року створено ТСОЗ, який охопив 12 господарств та очолив його К. М. Дріч. У жовтні 1924 року у Козині на площі перед школою відбулася перша районна сільськогосподарська виставка, на якій люди вперше спостерігали оранку земельного масиву біля школи броньованим трактором «Фордзон».
Перший колгосп у Козині створено у червні 1929 року. Зима 1930 року по весну 1932 року тривала масова колективізація. Навесні 1930 року у Козині працювали колгоспи імені Фрунзе, імені Калініна, імені Ворошилова, «Нова праця». Навесні 1931 року пройшло укрупнення колгоспу «Нова Праця» шляхом приєднання до нього колгоспів імені Ворошилова, імені Калініна, а згодом пройшло ще одне укрупнення, але вже колгоспу імені Фрунзе, шляхом приєднання до нього колгоспу «Нова Праця». Головою колгоспу імені Фрунзе обрано Лавріна Прокоповича Гроху.
У 1934 році завершилося будівництво нової залізниці Миронівка-Канів через Козин та Маслівку.
У 1936 року семирічна школа у Козині стала середньою, а 1939 року відбувся перший випуск. На той час населення села обслуговувала медамбулаторія з аптечним пунктом, де працювали фельдшер, акушерка, санітарка та аптекар, а також пошта. Станом на грудень 1938 року у Козині діяли колгоспи імені Фрунзе та імені Першого травня, у Салові хуторі — колгосп імені Леніна.
На початку німецько-радянської війни оборонні бої за села вели 199-а стрілецька, 34-а кавалерійська, 12-а танкова дивізії та бронепоїзд № 56. Козин був окупований 10 серпня 1941 року. У 1941—1942 роках в околицях Козина діяла підпільна група, яку очолював І. Циганенко. З 1942 року на примусові роботи до Німеччини з Козина було вивезено 254 односельці, переважно молодих хлопців та дівчат.
Козин відвойовано у німецьких окупантів підрозділами 206-ої стрілецької дивізії 31 січня 1944 року. За бойові заслуги у німецько-радянській війні 230 односельців нагороджено орденами та медалями. З війни не повернулися 153 мешканці Козина. В пам'ять про загиблих односельців та радянських вояків у селі встановлений пам'ятник, поряд — братські могили з меморіальними плитами. Також встановлено пам'ятник загиблому бойовому льотчику І. К.Наришкіну. 1985 року у Козині на честь 40-ліття Перемоги встановлено пам'ятну стелу та запалено вічний вогонь.
Після війни почали відбудовувати зруйноване господарство. Було створено колгосп імені Мічуріна, головою якого у 1960—1963 роках був М. П. Хоменко. На початку 1970-х років у Козині розташовувалася центральна садиба колгоспу імені Мічуріна, що спеціалізувався на вирощуванні зернових та технічних культур (переважно, цукрового буряка), а також мало розвинуте м'ясо-молочне тваринництво. Працював вальцовий млин райхарчокомбінату. У селі функціювали середня школа, будинок культури, бібліотека, лікарня з фтизіатричним та терапевтичним відділеннями та вертолітним майданчиком.
1973 року колгоспи імені Мічуріна та імені Шевченка (с. Ємчиха) об'єднали в один — під назвою «Україна». У 1971—1974 роках головою козинського колгоспу був Герой Соціалістичної Праці Батура Василь Іванович. 1988 року ємчиський колгосп від'єднався.

## В незалежній Україні
Від 1991 року Козин у складі України. На сьогодні у селі діють ЗОШ I—III ступенів, бібліотека, Будинок культури, магазини, дільнична лікарня з психонаркологічним, фтизіатричним та терапевтичним відділеннями, медамбулаторія, де працюють терапевт, стоматолог, акушерка.

## Пам'ятки, визначні місця

### Церква Архістратига Михайла
Дерев'яна церква Архістратига Михайла закладена у Козині 1761 року, а сама будова закінчена лише у 1789 році старанням парафіян. Поряд церкви у 1850 році збудована дзвіниця. За штатами у XIX столітті була зарахована до 4-го класу. У власності церкви перебувало 36 десятин землі. У церкві зберігається реліквія — ікона Успіння Божої Матері, що розташована над царськими вратами. Ікона подарована митрополитом Київським Євгенієм власнику козинського маєтку — Владиславу Монтрезору, під час відвідин церкви у 1820-х роках, яку того ж дня Монтрезором пожертвувано парафіяльній церкві. До парафії церкви Архістратига Михайла до 1790 року зараховано село Ємчиха, що належало до Ходорівського маєтку графа Янковського та село Кутелів.
У церкві правили:
- 1797—1802 роки — о. Гавриїл Степанович Абрамович;
- 1799—1819 роки — о. Петро Іванович Римаревський;
- 1819—1823 роки — о. Петро Антонович Мшанецький, дяк Євдоким Якович Новомлинський, паламар Даниїл Петрович Терешкевич;
- 1823 рік — о. Григорій Якович Рибчевський;
- 1892 рік — о. Семен Опанасович Рябчинський.

### Ремісниче училище
Будівля колишнього ремісничого училища, збудована у 1912—1913 роках з жовтої цегли на фундаменті з бутового каменю, П-подібна в плані. Увагу привертає абсолютно нетиповий чоловий фасад училища — він асиметричний. Головний вхід розташований в правій частині і підкреслений масивним ризалітом з багатим цегляним декором та слуховими вікнами. На внутрішньому подвір'ї зростає столітня ялина.

## Археологічні розвідки
Під час археологічних розкопок тут виявлено срібні римські монети II століття. У 1876 році на курганному могильнику, датованому X—XIII століттями досліджено два східнослов'янські кургани. У 1898 році розкопано кочівницькі поховання торків, датованих IX—XI століттями, що населяли територію Поросся в часи Київської Русі. Досліджено також кочівницький курган, датований X—XII століттями. Там, де Потік впадає в річку Росаву, збереглися залишки городища — феодального замку X—XIII століть, навколо якого було розташоване велике селище.

## Відомі люди
- Абрагамович Варфоломій Гаврилович (1773—після 1800) — український педагог, поліглот, вихованець Канівського греко-католицького колегіуму отців Василіян (1796) та Києво-Могилянської академії (1800). Викладач Кам'янець-Подільської духовної семінарії.
- Батура Василь Іванович (1912—1991) — Герой Соціалістичної Праці, кавалер трьох орденів Леніна, орденів Жовтневої революції та Трудового Червоного прапора. Голова колгоспу імені Мічуріна у 1971—1974 роках.
- Гроха Лаврін Прокопович — український радянський письменник-гуморист, драматург.
- Дебелий Олег Анатолійович (4 липня 1975, Козин — 26 лютого 2023) — український військовик, солдат Збройних сил України, учасник російсько-української війни, доброволець. Футболіст, громадський діяч, ресторатор.
- Жигайлов Микола Миколайович — радянський військовик часів другої світової війни, генерал-майор.
- Кухтик М. С. — учасник першої світової війни, кавалер чотирьох Георгіївських хрестів (по два — І та II ступенів) та чотирма медалями. У 1918—1920-х роках член комітету бідноти та ТСОЗу Козина. 1944 року всі свої нагороди здав у фонд Червоної армії. 1946 року нагороджений медаллю «За трудову доблесть» — за багатолітню працю у місцевому колгоспі[17].
- Майданник Віталій Григорович — український лікар-педіатр, педагог, доктор медичних наук. На фасаді козинської школи встановлена меморіальна таблиця в пам'ять про Віталія Майданника.
- Монтрезор Владислав Владиславович (1835 — 30 грудня 1902) — російський ботанік, меценат. Почесний член Київського товариства дослідників природи, член Південно-західного відділення Російського географічного товариства. Здійснив численні експедиції центральною та західною Україною. Народився та помер у Козині[21].
- Ткаченко Віталій Володимирович (?? - 2 травня 2014) — український військовик, солдат Збройних сил України, учасник російсько-української війни. Похований в Козині[22]